# Tour Alinja
La tour Alinja, Alinjagala ou Alinja-gala,, (Əlincə qalası) était, au XIVe siècle, une forteresse arménienne connue sous le nom de Yernjak, (Երնջակ) dont il subsiste aujourd'hui une tour localisée à l'ouest du village de Khanagah, près de la ville de Djoulfa en Azerbaïdjan, sur la rive droite de l'Alinjachay, plus haut que le monastère arménien Saint-Karapet au sommet du mont Alinja. La tour était l'un des édifices défensifs les plus importants de la région à cette époque.

## Histoire
Les premières mentions de la tour se trouvent dans des sources datant du Ier siècle. La tour fut construite par des seigneurs arméniens de la province historique de Syunik. Il s'agissait de l'une des plus importantes forteresses d'Arménie à cette époque. Au Xe siècle, la tour était entre les mains de la dynastie Bagratouni. En 914, Yusuf ibn Abi'l-Saj occupa Duin et captura le roi d'Arménie Smbat Ier. Yusuf avait le profond désir de prendre la citadelle arménienne qui résistait aux armées arabes depuis fort longtemps. Il exécuta Smbat devant Yernjak pour forcer la reddition de la forteresse,. Yernjak fut finalement capturée par l'émir de Gokhtan un peu plus tard. Au XIIIe siècle, elle passa aux mains de la dynastie arménienne Orbelian dont les seigneurs faisaient partie de Syunik. Il se pourrait que la tour leur ait servi de résidence. 
Au XIVe siècle, la tour appartenait aux Eldiguzides, une dynastie turque. C'est à cette époque qu'elle fut appelée Alinja. Le trésor de l'empire seldjoukide d'Irak était gardé dans la tour par les Eldiguzides. La tour dut à ce moment faire face aux invasions de Tamerlan dans la région. Pendant 14 ans, des soldats assiégés défendirent la tour contre les armées de Tamerlan et de son fils Miran Shah avec l'aide des Géorgiens.

## Autres bâtiments
Des bâtiments hydrotechniques ainsi que des bâtiments défensifs, résidentiels et palatiaux se trouvaient en haut de la montagne et de ses versants, autour de la tour. Des rangées de murs de pierre couraient autour de la montagne jusqu'en haut de celle-ci. Des bassins-citernes collectaient les eaux de pluie et la réchauffaient.